# Chet Brandenburg
James Chester Brandenburg, detto Chet (Peoria, 15 ottobre 1897 – Woodland Hills, 17 luglio 1974), è stato un attore statunitense.
Ha lavorato al fianco di Stan Laurel e Oliver Hardy negli anni '20, '30 e '40.

## Filmografia parziale

### Cinema
- Con amore e fischi (With Love and Hisses), regia di Fred Guiol (1927)
- Metti i pantaloni a Philip (Putting Pants on Philip), regia di Clyde Bruckman (1927)
- Musica classica (The Music Blasters), regia di Edgar Kennedy (1928)
- Gli uomini sposati devono andare a casa? (Should Married Men Go Home?), regia di James Parrott (1928)
- Marinai a terra (Two Tars), regia di James Parrott (1928)
- Cat, Dog & Co., regia di Anthony Mack (1929)
- La bugia (Be Big!), regia di James W. Horne (1931)
- Il compagno B (Pack Up Your Troubles), regia di George Marshall e Raymond McCarey (1932)
- I figli del deserto (Sons of the Desert), regia di William A. Seiter (1933)
- La leggenda di Robin Hood (The Adventures of Robin Hood), regia di Michael Curtiz e William Keighley (1938)
- Strada maestra (They Drive by Night), regia di Raoul Walsh (1940)
- The Remarkable Andrew, regia di Stuart Heisler (1942)
- Il terrore di Frankenstein (The Ghost of Frankenstein), regia di Erle C. Kenton (1942)
- Allegri imbroglioni (Jitterbugs), regia di Malcolm St. Clair (1943)
- La nave senza nome (Wing and a Prayer), regia di Henry Hathaway (1944)
- Le ragazze di Harvey (The Harvey Girls), regia di George Sidney (1946)
- Preferisco la vacca (The Kid from Brooklyn), regia di Norman Z. McLeod (1946)
- Il mare d'erba (The Sea of Grass), regia di Elia Kazan (1947)
- La fiera delle illusioni (Nightmare Alley), regia di Edmund Goulding (1947)
- La città della paura (Station West), regia di Sidney Lanfield (1948)
- Giungla d'asfalto (The Asphalt Jungle), regia di John Huston (1950)
- Dynamite Pass, regia di Lew Landers (1950)
- La prova del fuoco (The Red Badge of Courage), regia di John Huston (1951)
- Il tesoro dei Sequoia (The Big Trees), regia di Felix E. Feist (1952)
- Il favoloso Andersen (Hans Christian Andersen), regia di Charles Vidor (1952)

### Televisione
- La valle dell'oro (Klondike) – serie TV, episodi 1x01-1x05 (1960)
- Outlaws – serie TV, 15 episodi (1961-1962)